# Prince Eke
Prince Oluebube Eke (Ngor Okpala, 18 de agosto de 1977 — Port Harcourt, 28 de abril de 2019) foi um modelo, cineasta, escritor e modelo nigeriano.